# 切热乡
切热乡（藏語：གད་རགས་），是中华人民共和国西藏自治区日喀则市昂仁县下辖的一个乡镇级行政单位。

## 行政区划
切热乡下辖以下地区：
番灯村、曲尔木村、帕瓦村、次如村、切多村和鲁玛村。